# Braunia cirrhifolia
Braunia cirrhifolia är en bladmossart som beskrevs av Georg Friedrich von Jaeger 1876. Braunia cirrhifolia ingår i släktet Braunia och familjen Hedwigiaceae. Inga underarter finns listade i Catalogue of Life.